# NBCUniversal Entertainment Japan
NBCUniversal Entertainment Japan (NBCユニバーサル・エンターテイメントジャパン合同会社?, NBC Yunibāsaru Entāteinmento Japan gōdō-gaisha, precedentemente nota come Geneon Entertainment, Pioneer Entertainment o Pioneer LDC) è un'azienda giapponese che si occupa della produzione e distribuzione di serie anime e musica in Giappone.

## Anime distribuiti dalla NBCUniversal
- 3x3 occhi
- Ai Yori Oshi
- Ai Yori Oshi: Enishi
- Akira
- Ali Grigie
- Amazing Nurse Nanako
- Appleseed
- Armitage III
- Armitage III: Dual Matrix
- Bastard!!
- Battle athletes daiundōkai (OAV)
- Battle athletes daiundōkai (serie televisiva)
- Beyblade
- Black Lagoon
- Bottle Fairy
- Burn Up Scramble
- Capitan Harlock
- Card Captor Sakura
  - Card Captor Sakura
- Catnapped!
- Chobits
- Cybuster
- Danganronpa: The Animation
- Danganronpa 3: The End of Hope's Peak Academy
- The Daichis - Earth's Defense Family
- Daphne in the Brilliant Blue
- DearS
- Deltora Quest
- Mao Dante
- Disgaea
- Doki Doki School Hours
- Dokkoida
- Dragon Ball Z
  - Dragon Ball Z Film 1-3
- Dual! Parallel Trouble Adventure
- El Hazard: The Magnificent World [13+]
  - El Hazard: The Alternative World
  - El Hazard: The Wanderers
- Elemental gelade
- Ergo Proxy
- éX-Driver the Movie
- Fafner of the Azure
- The Familiar Of Zero
- Fate/stay night
- Hajime no Ippo
- Fushigi yûgi
  - Fushigi yūgi - Eikōden
- Gad Guard
- Galaxy Space Mihoshi Special
- Il conte di Montecristo
- Il fedele Patrash
- Gate Keepers
  - Gatekeepers 21
- Getsuyōbi no tawawa
- Ghost Talker's Daydream
- Girls Bravo
- Green Legend Ran
- Gregory Horror Show
- Guardian of the Sacred Spirit
- Gungrave
- Gun X Sword
- Haibane Renmei
- The Hakkenden
- Hanaukyo Maid Team (La Verite)
- Hadashi no Gen
- Hand Maid May
- Hayate no Gotoku!
- Heat Guy J
- Hello Kitty Stump Village (associato con Lions Gate Entertainment)
- Hellsing (TV)
  - Hellsing Ultimate (OVA)
- Human Crossing
- Hyper Doll
- Nabari no Ou